# Anguciana
Anguciana é um município da Espanha 
na província e comunidade autónoma de La Rioja, de área 5,05 km² com população de 492 habitantes (2007) e densidade populacional de 97,43 hab./km².

## Demografia
| Variação demográfica do município entre 1991 e 2004 | Variação demográfica do município entre 1991 e 2004 | Variação demográfica do município entre 1991 e 2004 | Variação demográfica do município entre 1991 e 2004 |
| --------------------------------------------------- | --------------------------------------------------- | --------------------------------------------------- | --------------------------------------------------- |
| 1991                                                | 1996                                                | 2001                                                | 2004                                                |
| 302                                                 | 318                                                 | 328                                                 | 330                                                 |